# Здобудь-Воля Костянтин Якович
Здобу́дь-Во́ля Костянти́н Я́кович (справжнє прізвище Блоха) (нар. 10 січня 1875 р. станиця Кримська, Темрюцькій повіт, Кубанська область — пом. 9 лютого 1923 р., Київ) — військовий та громадський діяч часів УНР, полковник Армії Української Держави, письменник, повстанський отаман.

## Біографічні відомості
Кость Якович Блоха (псевдо — Блохін, Здобудь-Воля) народився 10 січня 1875 року в козацькій родині станиці Кримської Темрюцького повіту, на Кубані. За фахом — вчитель. Згодом закінчив Чугуївське юнкерське училище.
Під час Першої світової війни командував батальйоном піхоти 25-го стрілецького полку армії Російської імперії. З 1915 до 1918 р. перебував у німецькому таборі для полонених в Зальцведелі. Організатор українського руху в таборах для військовополонених. Був ініціатором створення українського гуртка. Після підписання 9 лютого 1918 р. Берестейської мирової угоди німецьке командування дозволило, створили з військовополонених українську дивізію та направити її в Україну.
Кость Блоха був організатором та командиром 2-го полку 1-ї Синьої дивізії (1918). Місцем дислокації полку було волинське село Голоби неподалік м. Ковеля.
В середині березня 2-й Синій полк прибув до Києва. Однак Центральна Рада відносилась з підозрою до будь-яких військових національних формувань. Так, «лідери нації» знищили Полк ім. Полуботка.
Постійно під загрозою розпуску була і дивізія Синьожупанників. Був усунутий від командування 1-ю Синьою дивізією генерал-лейтенант Віктор Зелінський. А напередодні гетьманського перевороту, в ніч на 27 квітня, німці, за згодою Центральної Ради, роззброїли дивізію Синіх і розпустили вояків.
В травні 1918 року Кость Блоха (Блохін) став на військову службу Українській Державі новопроголошеного Гетьмана України Павла Скоропадського. Його було призначено командиром Окремого Чорноморського коша, дислокованого в Бердичеві. Військове звання — полковник Армії Української Держави.
За два тижні до протигетьманського повстання «полковника Блохіна» було звільнено з посади командира Чорноморського коша.
В листопаді 1918 року Костянтин Блоха виїхав додому. На Кубані тоді точилася запекла боротьба між прихильниками «єдінонєдєлімой» Росії на чолі з генералом Денікіним та кубанськими самостійниками, згуртованими довкола Миколи Рябовола, обраного 24 жовтня головою Кубанської крайової ради. Рідна станиця Костянтина Блохи потрапила в зону жорстоких репресій білогвардійців, спрямованих проти тих, хто не погоджувався на реставрацію Російської імперії. Не бажаючи бути мобілізованим до так званої Добровольчої армії, Кость Блоха вимушений був перебиратися до Галичини.
В Польщі Костя Блоху затримала поліція і відправила до табору для інтернованих у Домб'є коло м. Кракова.
В ньому перебувало понад 10 тисяч інтернованих вояків армій Західно-Української Народної Республіки і УНР.
Після підписання 1 вересня 1919 р. українсько-польського договору про припинення збройного конфлікту, з полонених почали формувати українські дивізії. Костянтин Блоха служив в сформованому поляками підрозділі УГА.
В листопаді 1919 р. його військова частина перейшла на бік генерала Денікіна, а, згодом, опинилась у складі Красної армії.
На початку 1920 року — переїздить до Одеси.
На початку лютого 1920 р. «полковник УГА» Кость Блоха (взяв собі псевдонім Здобудь-Воля) командував «бригадою Галицьких військ». Ця бригада підпорядковувалася червоному начдиву — т. Осадчому. Потім «Галицьку бригаду» очолив Віктор Сокира-Яхонтов, а Здобудь-Воля став начальником її штабу.
Пізніше його переводять до штабу Південно-західного фронту. Посада — інспектор для доручень.
Здобудь-Воля двічі зустрічався з головою Совнаркому УСРР Х. Раковським. Пропонував Раковському створити українську національну армію і направити її проти поляків та Симона Петлюри, якого він вважав відповідальним за знищення Української армії в 1917 році. Х. Раковський згодом командирував його «для праці в народній освіті».
Кость Здобудь-Воля займався літературною працею. Писав статті, вірші. Після переїзду до Харкова, брав участь у тогочасному літературному процесі. Зустрічався з основоположником і теоретиком українського футуризму, поетом Михайлом Семенком та іншими митцями. Уклав український буквар та пропонував його до друку для освітніх установ.
На початку 1921 року виїхав із Харкова в Миколаївський повіт, де влаштувався на посаду інструктора з позашкільної освіти.
У зв'язку з розчаруванням політики більшовиків щодо України, починає цікавитись національним повстанським рухом.
На початку вересня 1921 року на Устинівських зустрічається з отаманом Іллєю Івановим. Після того, як на початку 1922 року отамана вистежили та вбили співробітники ЧК, повстанський загін очолює Платон Черненко (отаман Чорний Ворон). Кость Здобудь-Воля стає начальником штабу цього загону.
Періодично приїжджає до Одеси, де створює підпільну організацію на чолі з талановитим інженером Леонідом Мушкетом.
Навесні 1922 року бере участь у нараді отаманів, яка відбулася в районі Варварівки Криворізького повіту, на якій були присутні представник уряду УНР Шкляр-Сірко, отамани Чорний Ворон, Ґонта-Воїнов і інші.
Здобудь-Воля веде організаційну роботу серед населення Холодноярської республіки. Налагоджує зв'язки з Головним Отаманом Холодного Яру Герасимом Нестеренком-Орлом.
Національний рух опору мав значну підтримку в українського населення. У зв'язку з неможливістю перемогти повстанський рух, в ЧК розробили ряд спецоперацій з нейтралізації та захоплення повстанських лідерів. 29 вересня 1922 року — чекісти, на інспірованому «з'їзді отаманів» у Звенигородці, заарештували Костя Здобудь-Волю, разом з багатьма діячами Холодного Яру та Чорного Лісу.
В ув'язненні Здобудь-Воля хотів написати драму в п'яти діях. Звертався до Повноважного представника ҐПУ на Правобережній Україні Юхима Євдокимова, з проханням видати йому чорнило та папір, але відповіді не отримав.
2 лютого 1923 року його засудили до страти.
9 лютого 1923 р. Кость Здобудь-Воля, разом з іншими 38 повстанськими отаманами та іншими провідними українськими військовими діячами, що утримувалися в Лук'янівській в'язниці м. Києва, підняв повстання.
Загинув, під час повстання, в бою з співробітниками ГПУ.
Реабілітований 18 жовтня 2016 року.